# 吉村りりか
吉村 りりか（よしむら りりか）は日本の作家、シナリオライター。

## 経歴
フェリス女学院大学出身、学生時代からファンタジー小説を執筆。銀行員を経て、現在フリーランスのシナリオライター。
パートナーはイラストレーターの和遥キナで、両者の共作にライトノベル『境界の皇女』。『恋するシェイクスピア もうひとつのロミオとジュリエット』に始まる「恋するシェイクスピア」シリーズは、ビーズログ文庫10周年企画として展開された。その他代表作に『放課後ワンダーランド』など。
和遥キナとともに、同人サークル「僕と君と架空世界と」で活動。

## 作品一覧

### 小説
2015年
- 境界の皇女（一迅社）ISBN 978-4-7580-4747-0
- 放課後ワンダーランド Side:Blanc（ビーズログ文庫アリス、KADOKAWA）ISBN 978-4-0473-0655-4
- 放課後ワンダーランド Side:Noir（ビーズログ文庫アリス、KADOKAWA）ISBN 978-4-0473-0656-1

2016年
- 恋するシェイクスピア もうひとつのロミオとジュリエット（ビーズログ文庫、KADOKAWA）ISBN 978-4-0472-7920-9
- 恋するシェイクスピア 十二夜 ―身代わり小姓と不機嫌な公爵（ビーズログ文庫、KADOKAWA）ISBN 978-4-0472-8009-0

### ゲーム
2020年
- キューピット・パラサイト（ゲームシナリオ）

2022年
- 乙女ゲームの破滅フラグしかない悪役令嬢に転生してしまった… 〜波乱を呼ぶ海賊〜（ゲームシナリオ）